# Giuseppe Arena
Pour les articles homonymes, voir Arena.
Giuseppe Arena, né en 1713 à Malte, et mort le 6 novembre 1784 à Naples, est un compositeur et organiste italien né maltais.
Entre 1725 et 1735, il est formé à la musique au Conservatoire dei Poveri di Gesù Cristo de Naples avec comme professeurs d'abord Gaetano Greco, puis par Francesco Durante; parmi ses condisciples, il y a la célèbre Giovanni Battista Pergolesi. Il donne son premier opéra, Achille in Sciro, à Rome au Teatro delle Dame en 1738. Il fait représenter ses autres œuvres à Turin, Venise et Naples, où il est également organiste à l'église de San Filippo Neri.

## Œuvres

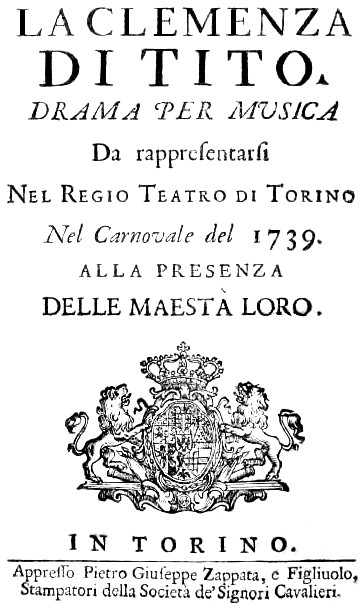
livret de La Clemenza di Tito (1739)

- Achille in Sciro (opera seria, livret de Pietro Metastasio, 1738, Rome)
- La clemenza di Tito (opera seria, livret de Pietro Metastasio, 1739, Teatro Regio de Turin) avec Francesca Cuzzoni
- Il vello d'oro (opera, 1740, Rome)
- Artaserse (opera seria, livret de Pietro Metastasio, 1741, au Nuovo Teatro Regio de Turin) avec Giovanni Carestini "Cusanino"
- Alessandro in Persia (Pasticcio-dramma per musica, 1741, King's Theatre de Londres)
- Tigrane (opera seria, livret de Francesco Silvani révision de Carlo Goldoni, 1741, Venise)
- Farnace (opera seria, livret de Antonio Maria Lucchini, 1742, Rome)
- Il vecchio deluso (opera comica, livret de Giuseppe Palomba, 1746, Naples)
- Componimento per musica per la solennità del Corpus Domini (1765, Naples)
- Christus per 2 soprani e basso continuo
- Ave Maria per soprano e organo

## Source de la traduction
- (it) Cet article est partiellement ou en totalité issu de l’article de Wikipédia en italien intitulé « Giuseppe Arena (musicista) » (voir la liste des auteurs).